# Scenellopora socialis
Scenellopora socialis is een mosdiertjessoort uit de familie van de Anolotichiidae. De wetenschappelijke naam van de soort is voor het eerst geldig gepubliceerd in 1860 door Eichwald.